# パチンコ必勝本プラス
パチンコ必勝本プラス（パチンコひっしょうぼんプラス）は、辰巳出版の発行するパチンコ情報誌。

## 概要
毎月20日発売の月刊誌。2011年6月に『パチンコ必勝本DREAMS』がリニューアルして『パチンコ必勝本CLIMAX』となり、さらに2020年8月に現在の誌名になった。また、辰巳出版グループのスコラマガジンが発行していた不定期誌の『パチンコ極』がある。
パチンコ必勝ガイド（白夜書房→ガイドワークス）・パチンコ攻略マガジン（双葉社、休刊）と並び、パチンコ業界では三大情報誌とされていた。スカパー!のパチ・スロ サイトセブンTVでは同社所属のライターが出演する冠番組『パチンコ必勝本777』が放送されている。
2009年4月には同誌の開発協力によるニンテンドーDS用のソフト『パチ&スロ必勝本DS』（開発・販売はドラス）も発売された。

## ライター
2020年3月現在。順不同
- ビワコ
- ヤマパン
- さやか
- つる子
- しおねえ
- ドリセブJr.
- 青山りょう
- TWIN STAR
- 小太郎
- ももやまもも
- すずか

## 休刊した関連誌
- 『パチプロ7』 - パチンコ漫画誌。2017年6月号をもって休刊。毎月9日発売。
- 『パチンコオリジナル必勝法スペシャル』 - 2018年9月号で休刊。毎月7日発売。
- 『パチンコオリジナル必勝法デラックス』 - 2020年で休刊。毎月20日発売。